# Muntele Meru (mitologie)

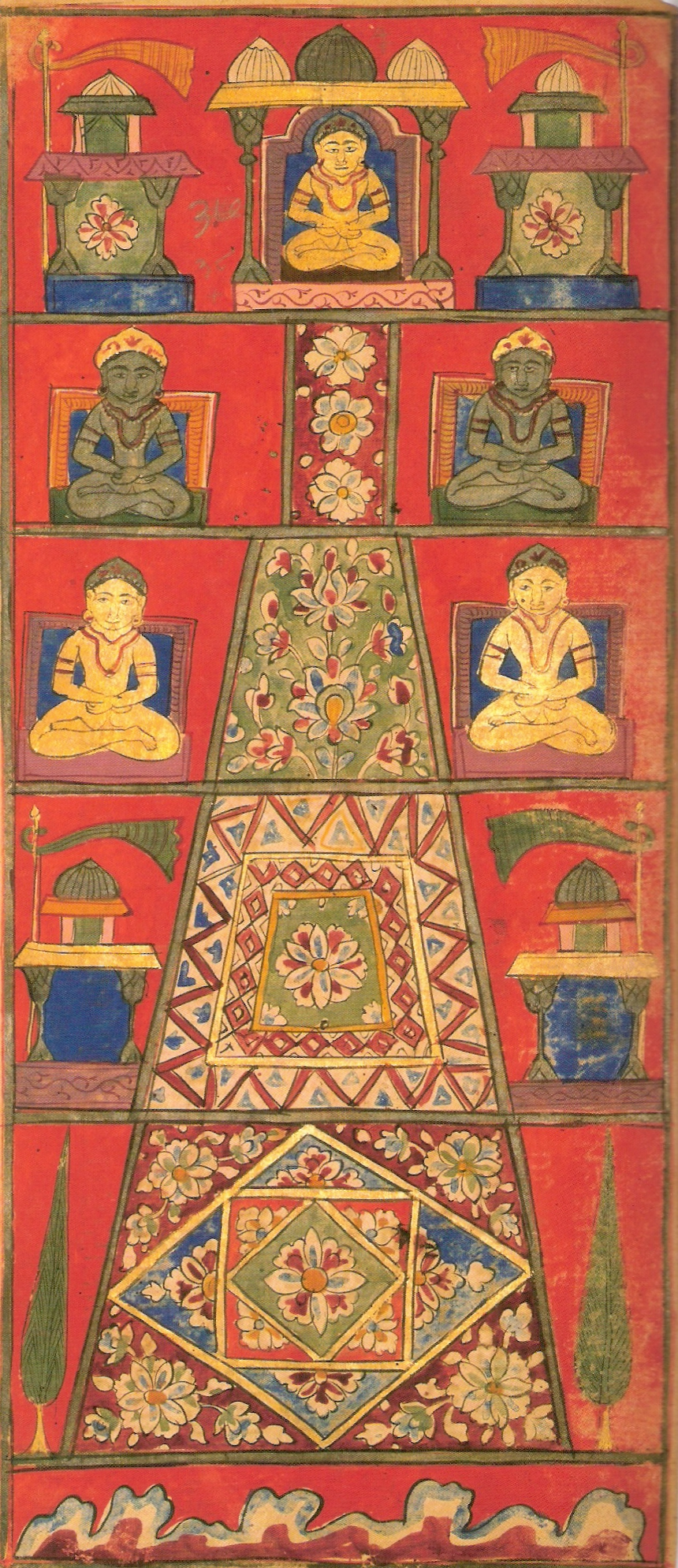
Muntele Meru, pictură din manuscrisul jainist Samghayanarayana.

Muntele Meru sau Sumeru este un munte legendar și este considerat sacru în hinduism, budism și jainism, deoarece se spune că s-ar afla în centrul Universului.
Legendele mitologice indiene spun că la baza acestui munte s-ar afla Infernul (Naraka), iar în vârful său s-ar afla Paradisul (Svarga) și ținutul zeilor hinduși (Brahmaloka). Alte legende spun că muntele Meru este înconjurat de șapte grupuri circulare de munți din aur, separate de oceane. Conform unuor scrieri din epopeele hinduse, muntele Meru ar face parte din ansamblul Munților Himalaya, dar nu se știe exact.

## Legături externe
- Description of Mount Meru in the Devi-bhagavata-purana 12
- Painting of Mount Meru found in Buddhist cave sanctuary in Xinjiang, China
- Mount Meru in Encyclopedia of Buddhist Iconography 12
- Sumeru in Encyclopedia of Buddhist Iconography 12
- Ngari
- Tibetan Cosmological Models Arhivat în 31 martie 2018, la Wayback Machine.
- What is Mount Meru?